# Sergej Trifunović
Sergej Trifunović (Mostar, 2. rujna 1972.) poznati je srbijanski glumac i političar (od siječnja 2019. do 2020. bio je predsjednik Pokreta slobodnih građana).
Glumac koji je ostvario niz zapaženih filmskih uloga. Živi i radi u Beogradu. Odrastao je u glumačkoj obitelji, glumac je njegov otac Tomislav, ali i brat Branislav.

## Uloge
- Raj (1993.)
- Tuđa Amerika (1995.)
- Ubojstvo s predumišljajem (1995.)
- Ljubinko i Desanka (1998.)
- Stršljen (1998.)
- Savior (1998.)
- Bure baruta (1998.)
- Lovers (1999.)
- 3. a.m. (2001.)
- Munje (2001.)
- Treći kanal od sunca (2001.)
- Lisice (2002.)
- Ko čeka dočeka (2002.)
- Profesionalac (2003.)
- Crni Gruja (2003.) - 10 epizoda
- Kad porastem bit ću kengur (2004.)
- Pogled s Ajfelovog tornja (2005.)
- Love (2005.)
- Uslovna sloboda (2005.)
- Aporia (2006.)
- Karaula kao Ljuba Paunović (2006.)
- Sve džaba kao skladištar (2006.)
- Next (2007.)
- U ime sina (2007.)
- Bitange i princeze (2007.) - 2 epizode
- Maska (2007)
- War, Inc. (2007.)
- Turneja (2008)
- Srpski ožiljci (2008.)
- Viko (2009.)
- Mamarosh (2009.)
- Srpski film (2009.)
- Some Other Stories (2010.)
- The Whistleblower (2010.)
- Montevideo, Bog te video! (2010.)
- The Raven (2011.)
- Doctor Ray and the Devils (2011.)
- Top je bio vreo (2011.)
- "Obrana i zaštita" kao švercer viskija (2013.)
- "Crno-bijeli svijet" kao poručnik Kardum (2015.)
- Mali Budo (2015.)
- Burek (2015.)
- Jesen samuraja (2016.)
- Redoslijed nestanka (2016.)
- Ljubav i rat (2016.)
- "Posljednji Srbin u Hrvatskoj" kao general Christain Ass Lee Turchinson (2019.)
- U klinču (2022. - 2024.)
- Sablja (2024.) kao Milorad Ulemek Legija
- "Volja sinovljeva" kao Tuđin (2024.)

## Vanjske poveznice
- IMDB profil